# Zosterops xanthochroa
El anteojitos dorsiverde (Zosterops xanthochroa) es una especie de ave en la familia Zosteropidae. Es endémica de  Nueva Caledonia.

## Descripción
Mide de 11.5 a 12.5 cm de largo y pesa entre 8.5 a 12 gr. Su cabeza y espalda son verde oliva oscuro con un ancho anillo ocular blanco y lorum negro (que interrumpe en el frente el anillo ocular), la garganta y el pecho son amarillos y las partes inferiores son blancuzcas. Las alas son marrones y verde oliva. El pico es color pizarra con blanco en la base de la mandíbula inferior, y las patas también son de un tono pizarra claro. Ambos sexos son similares.

## Distribución y hábitat
Es una especie endémica de las islas de Nueva Caledonia, donde se la encuentra en la isla principal de Grande Terre, en la isla más pequeña L'Île-des-Pins, y en Maré en las Islas de la Lealtad. Es un ave básicamente del bosque húmedo primario, desde el nivel del mar hasta los montes aunque rara vez se lo observa por encima de los 1000 m. También ingresa en los jardines nativos y claros del bosque, a veces ingresa en áreas abiertas para alimentarse de frutos maduros y bayas.

## Comportamiento y ecología

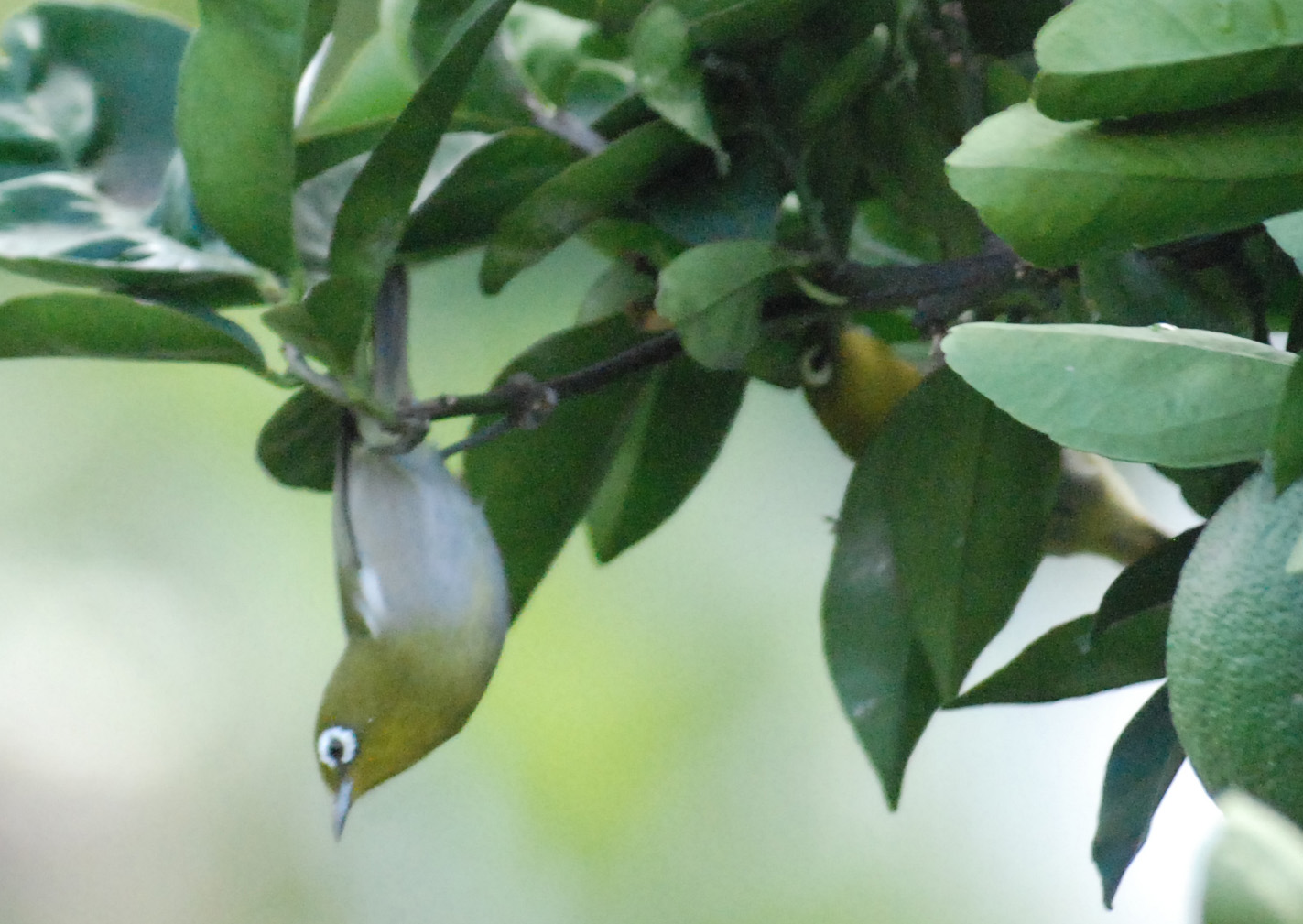
Dos ejemplares de anteojitos dorsiverde alimentándose.

Se alimentan de una variedad de frutos e insectos. Especialmente de papaya y bayas de la especie Lantana. Forman bandadas para alimentarse luego de la temporada de reproducción, las que pueden aumentar su tamaño al avanzar la temporada. Estas bandadas sa len a veces de los bosques primarios para alimentarse de frutos que existen en las praderas.